# Савино (Вяземский район)
Савино — деревня в Вяземском районе Смоленской области России. Входит в состав Семлёвского сельского поселения. Население — 23 жителя (2007 год). 
Расположена в восточной части области в 25 км к юго-западу от Вязьмы, в 2 км западнее автодороги Р134 «Старая Смоленская дорога» Смоленск — Дорогобуж — Вязьма — Зубцов, на берегу реки Осьма. В 9 км севернее деревни расположена железнодорожная станция Семлёво на линии Москва — Минск. 

## История
В годы Великой Отечественной войны деревня была оккупирована гитлеровскими войсками в октябре 1941 года, освобождена в марте 1943 года.